# Anna Brita Wendelius
Anna Brita Wendelius, även Wendelia, född Ramklou 1741, död 1804, svensk musiker och sångare, ledamot av Musikaliska Akademien, Utile Dulci och Apollini Sacra.  
Anna Brita Wendelius var gift med den förmögne kramhandlaren Anders Wendelius. Hon var känd som amatörsångare och erkänd som talangfull artist. Johan Henric Kellgren nämner 1776 i ett brev till Abraham Niclas Edelcrantz att hon även skrev verser, som också publicerades. 
Wendelius var tillsammans med Anna Maria Lenngren och Anna Charlotta Schröderheim de enda kända kvinnliga medlemmarna av Utile Dulci. Hon var medlem som nr 65 i den musikaliska areopagen och utnämndes 1783 till den högsta belöningsgraden. Hon tycks ha varit engagerad i sällskapet, och det nämns bland annat hur hon inrett dess lokal och gett dess medlemmar ny energi. År 1777 nämns i en tidning hur hon framträdde med en egenskriven aria vid en av Utilce Dulcis ceremonier, och hon beskrivs då som väl känd som en skicklig vokalist. Hon författade ett recitativ och en aria som hon bland annat uppförde då hennes man 1784 utnämndes till hedersledamot. Wendelius var också medlem i Utile Dulcis dotterakademi Apollini Sacra.  
År 1795 invaldes Wendelius i Kungl. Musikaliska Akademien. Hon invaldes i akademien samma år som Margareta Alströmer och Christina Fredenheim och den åttonde kvinnan att inväljas som svensk ledamot sedan akademiens bildande år 1771.